# Bodos (peuple)
Pour les articles homonymes, voir Bodo (homonymie).
Les Bodos sonte un groupe ethnique qui vit dans l'État de l'Assam en Inde. Les Bodos sont reconnus comme « Scheduled Tribe » dans la Constitution indienne. Ils parlent le bodo, langue tibéto-birmane du groupe Bodo-Garo. Selon le recensement de 1991, avec 1,2 million d'individus, les Bodo constituaient la première communauté tribale d'Assam (5,3 % de la population totale de l'État),.
Udalguri et Kokrajhar sont les centres urbains principaux des Bodos.
En août 2012, des violences d'origines religieuse et ethnique secouent la région, entre musulmans et membres de l'ethnie Bodo. Ces violences causent près de 78 morts et laissent plus de 400 000 personnes sans abri,.